# Soledad de Graciano Sánchez
Soledad de Graciano Sánchez er en kommune og by i den mexikanske delstat San Luis Potosí.
Folketællinger fra 2005 viser at der bor 215,968 indenfor byen og dette gør den til den næst største i delstaten. Tidligere hed byen «Los Ranchos».

22°10′59″N 100°56′27″V / 22.1831°N 100.9408°V